# Ile Chauve Souris
Ile Chauve Souris (Île Chauve Souris, Bat) ist eine kleine Insel der Seychellen im Atoll Cosmoledo in den Outer Islands.

## Geographie
Die Insel liegt vor dem Zentrum der Hauptinsel Menai in der Lagune des Atolls im Bereich des Mangrovensumpfs. Die Insel hat eine Fläche von 0,12 ha.